# 大阪市立愛珠幼稚園

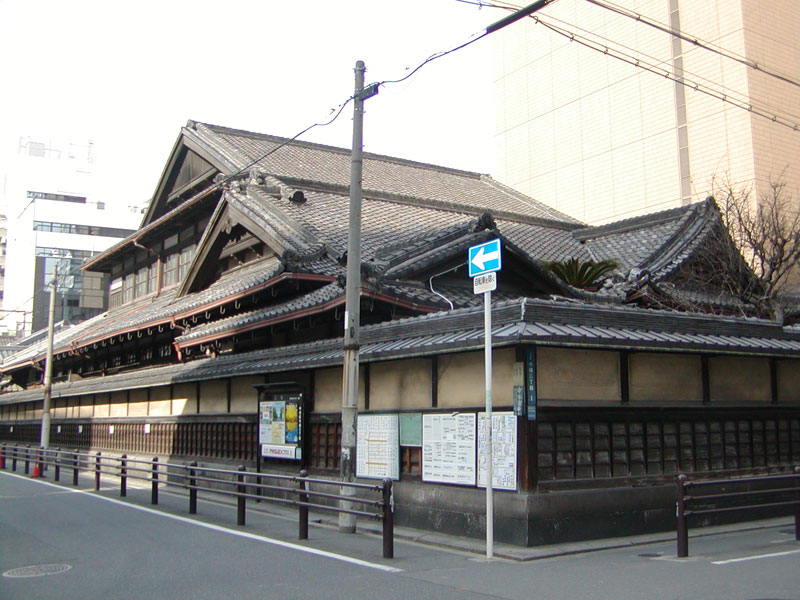
園舎（重要文化財）

大阪市立愛珠幼稚園（おおさかしりつ あいしゅようちえん）は、大阪府大阪市中央区今橋三丁目にある公立幼稚園。

## 概要
1880年6月1日に開園した。現存する幼稚園としては大阪府内では最も古い歴史をもち、また日本でも2番目に古い歴史をもつ。現存する木造の幼稚園園舎としては日本最古、また民間の手によって建てられた幼稚園としても日本最古となっている。淀屋橋の南方、船場のオフィス街の中に位置し、適塾跡に隣接している。園の敷地は江戸時代の銅座の跡地で、その記念碑が建つ。
大阪市立開平小学校との交流、専門家を招いての芸術文化体験、動植物の飼育栽培など、心豊かな子どもを育てることを目標とした幼稚園教育を行っている。また未就園児向けの保育や、夕方や長期休業中の預かり保育も実施している。

## 沿革
1879年に道修小学校連合町会が、当時日本ではほとんど設置されていなかった幼稚園を設立して幼児保育の効果を社会一般に知らせようと建議を行ったことが、幼稚園設立のきっかけとなっている。準備期間を経て1880年に東区今橋5丁目（現在の中央区北浜4丁目）に開園した。1889年には大阪市の市制施行に伴い、連合町会から大阪市に移管した。
草創期の同園では、フレーベルの理論を取り入れた幼児教育が行われた。また草創期には読み書きなどの教育も行われたが、実践の中で幼児の発達段階に合わないことが分かり、読み書きなどの教育は短期間で中止された。明治～大正期にかけては、著名人の視察も頻繁に行われた。
園舎が手狭になったために1883年には今橋3丁目（現在の中央区今橋2丁目）に移転したのち、1901年に現在地に移転した。1901年3月に竣工した木造平屋建建築の園舎は、100年以上使用されている現役の園舎で、現存する幼稚園園舎としては日本最古である。園舎は当時の主任保母らの意見を参考にしながら、文部省の技師の指導の下で大阪府の技師が設計した。園舎は御殿風の和風建築物で、敷地の周囲に高塀を巡らせていること、天井を高くとっていること、園庭と遊戯室との間に段差を設けていないことなどの工夫がされている。
大阪の町にも空襲が相次ぐなど太平洋戦争の激化に伴い、軍需製品を製作・納入している会社が近隣にあったことから、空襲被害の際に木造園舎の火災が延焼することを恐れた会社側が、園舎の撤去願いを1945年3月末に大阪市に出した。園舎は当時から重要な教育建築物と認識されていたため、解体時期をできるだけ遅くしてもらうように園関係者が折衝したが、1945年6月には建物疎開の対象と決定した。同年8月4日に取り壊しが計画されていたが、空襲のために作業が遅れてそのまま8月15日の終戦を迎えたために取り壊しは中止され、戦後も引き続き園舎を使用している。
園舎は1999年11月に大阪市指定有形文化財に指定された。大阪市の有形文化財指定制度はこの年に始まったため、「指定第1号」の一つともなっている。その後2007年には、岡山県岡山市の岡山市立旭東幼稚園旧園舎（1908年建築・1979年解体・1999年復元保存）とともに、幼稚園の園舎として日本で初めて国の重要文化財に指定された。

### 年表
- 1880年6月1日 - 東区今橋5丁目で創立。
- 1883年 - 東区今橋3丁目・鴻池善右衛門持家へ移転。
- 1889年 - 大阪市の市制施行により、大阪市に移管される。
- 1901年 - 現在地に移転。
- 1907年7月21日 - 英国フレーベル会が日本の幼稚園の現状を調査。同園は調査資料を提出。
- 1910年4月21日 - 第1回フレーベル祭を開く。
- 1913年 - 新しい保育として幼児劇を取り入れる。
- 1931年3月13日 - 米国のニュース社が保育の様子を取材し、撮影。
- 1945年3月14日 - 太平洋戦争の激化に伴い、この日以降を休園とする。
- 1945年10月1日 - 保育を再開。
- 1947年4月21日 - 大阪保育会結成式の会場となる。
- 1948年4月24日 - 大阪市立愛珠幼稚園PTA結成。
- 1950年5月24日 - 国公立幼稚園園長会結成式の会場となる。
- 1968年 - 「明治百年」の特集として、幼稚園初期の様子が複数のテレビ番組で放映される。また大阪府教育委員会製作の文化財映画「明治の大阪」に明治時代の同園の様子が採録保存される。
- 1999年11月 - 園舎が大阪市指定有形文化財に指定される。
- 2007年 - 園舎が国の重要文化財に指定される。大阪市の文化財指定は解除[3]。

## 交通
- Osaka Metro御堂筋線・京阪本線 淀屋橋駅 南東へ約100m
- Osaka Metro堺筋線・京阪本線 北浜駅 南西へ約500m